# 1992 год в экономике России
В 1992 году экспорт из России составил $46 млрд. По оценкам ЦБ РФ, в 1992 году в Россию не вернулось около 60 % валютной выручки от экспорта.
В 1992 году, после либерализации цен и попыток ужесточения денежно-кредитной политики, среди российских предприятий получил широкое распространение бартер.

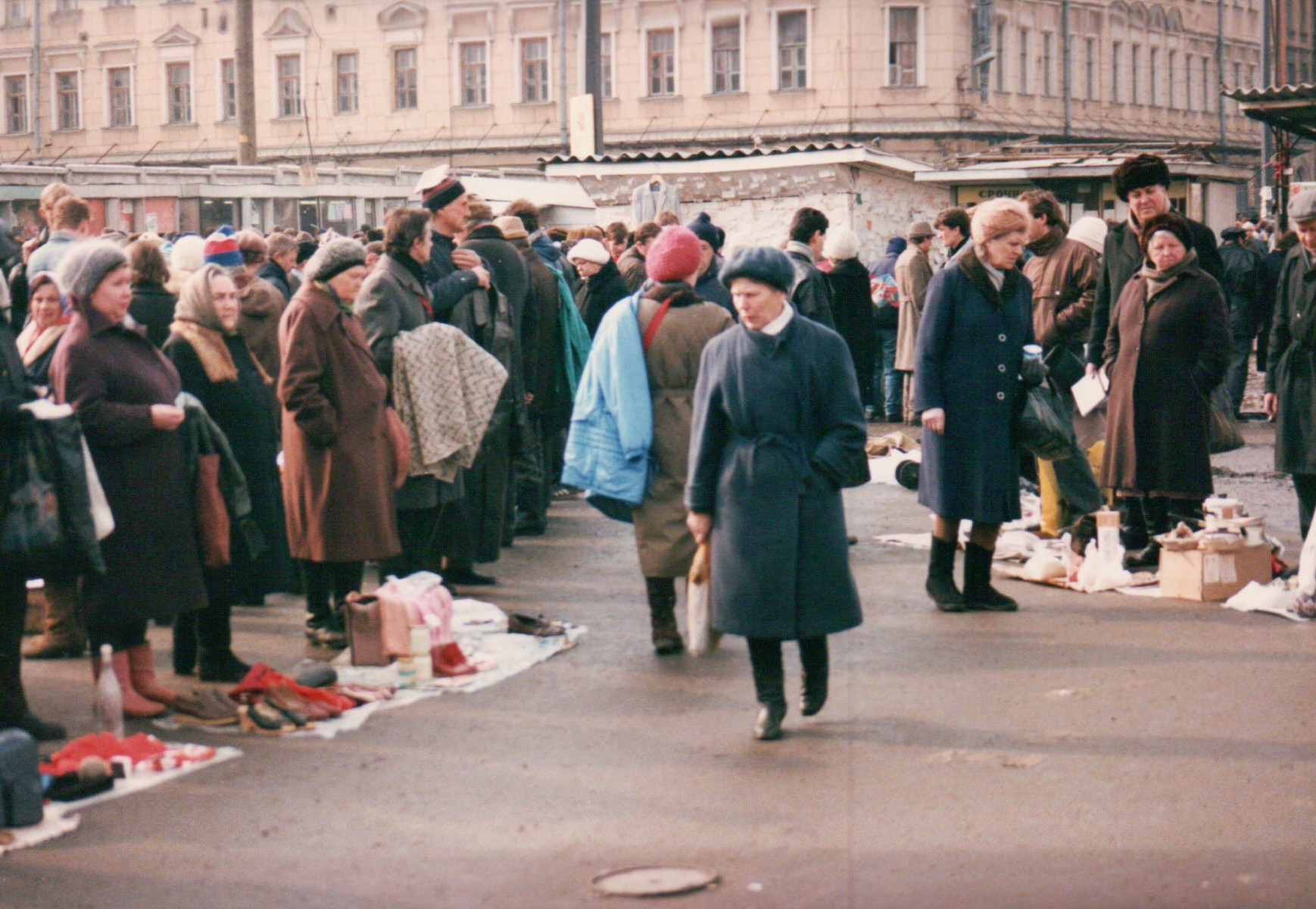
Уличный рынок в Ростове-на Дону, 1992 год

## Хронология
- январь — либерализация цен, начало гиперинфляции[2]
- апрель-май — начало смягчения федеральными властями финансовой и монетарной политики, что заключалось в основном в возобновлении кредитования предприятий[1]
- май — Виктор Черномырдин возглавляет Минтопэнерго[3]
- июнь — задолженность юридических лиц друг к другу достигла 2-2,5 трлн руб[1]
- 11 июня — постановлением Верховного Совета Российской Федерации № 2980-I утверждена «Государственная программа приватизации государственных и муниципальных предприятий в Российской Федерации на 1992 г.»[1]
- август-сентябрь — по инициативе нового руководства ЦБ РФ проводится крупномасштабная акция по снижению уровня задолженности в экономике[1]
- осень — «Газпром» добивается создания Фонда стабильности и развития.[1]

## Химическая промышленность
В 1992 году инвестиции в химическую промышленность упали на 70 %, объёмы экспорта химической продукции — на 44 %.
Евросоюз вводит антидемпинговые пошлины на минеральные удобрения из России.
Был приватизирован завод «Акрон».

## Транспорт
- Пассажирооборот автобусного транспорта — 212 млрд пассажиро-км.[4]
- Перевозки грузов по железным дорогам — 1,64 млрд тонн.[4]
- Перевозки пассажиров по железным дорогам — 2,37 млрд чел.[4]